# الصادق حلواس
الصادق حلواس (3 يناير 1968-)، ممثل مسرحي وتلفزي ومقدم برامج تونسي مثل في عدة مسلسلات مثل «الهربة» واشترك في برامج تلفزيونية في قناتي «التاسعة» و«الحوار التونسي».

## أعماله

### مسلسلات
- 2005 : شرع الحب لحمادي عرافة والمنصف الأزعر
- 2006 : شوفلي حل (الموسم 2) لصلاح الدين الصيد وحاتم بلحاج
- 2007 : كمنجة سلامة لحمادي عرافة وعلي اللواتي بدور رئيس العصابة
- 2009 : عاشق السراب لالحبيب المسلماني وعلي اللواتي بدور إسماعيل الجزار
- 2011 : البورطابل (سيت كوم) للحبيب المسلماني وسلمى بكار ولطفي عبد الغفار بدور عبد السلام
- 2016-2018 : دنيا أخرى لسامي الفهري وسوسن الجمني ونوفل الورتاني وقيس شقير وبلال الميساوي ومعز البوزيري
- 2019 : الهربة لقيس شقير وبلال الميساوي بدور المفتش عثمان على قناة التاسعة
- 2020 : الحجر الصحي لممدوح بن عبد الغفار وبلال الميساوي بدور سي صالح
- 2023 : فلوجة لسوسن الجمني
- 2024 : باب الرزق لهيفل بن يوسف : عبد الرزاق

### برامج تلفزية
- 2018 : إضحك معنا مع نوفل الورتاني على قناة التاسعة : كرونيكور
- 2019 : إضحك معنا (خاص برمضان) مع نوفل الورتاني على قناة التاسعة : كرونيكور

### الأفلام
- 2009 : المشروع (فيلم قصير) لمحمد علي النهدي وعبد الله يحيى وسوسن الجمني
- 2013 : الربيع الأخير (فيلم أمريكي) لزاتشاري كيرشبارغ
- 2020 : مشكي وعاود لقيس شقير وباديس السافي وسليم بن إسماعيل بدور فرج (زبون أسماء)
- 2022 : معز لمحمد علي النهدي وسليم بن إسماعيل

### المسرحيات
- 2009 : يوغرطة لعبد المجيد الأكحل ومحيي الدين مراد وحسن الزمرلي
- 2016 : وفى المكتوب لالصادق حلواس ونجيب مناصرية والطاهر الرضواني